# All I Want (canción de Kodaline)
«All I Want» —en español: «Todo lo que quiero»— es una canción del cuarteto de rock alternativo irlandés, Kodaline, extraído de su álbum de 2013 In a Perfect World. Fue lanzado como el cuarto sencillo del álbum alcanzando el número 15 en los Irish Singles Chart. También figuró en los UK Singles Chart posicionándose en el número 67.

## Posicionamiento en listas

### Listas semanales
| Listas (2014)                               | Mejor posición |
| ------------------------------------------- | -------------- |
| Bélgica (Flandes) (Ultratip Bubbling Under) | 57             |
| Francia (SNEP)                              | 48             |
| Irlanda (Irish Singles Chart)               | 15             |
| Países Bajos (Mega Single Top 100)          | 26             |
| Reino Unido (Official Charts Company)       | 67             |

Colombia puesto n 1